# Douvres-la-Délivrande
Douvres-la-Délivrande è un comune francese di 5 097 abitanti situato nel dipartimento del Calvados nella regione della Normandia.
La locale chiesa di Notre-Dame-de-la-Délivrande, meta di pellegrinaggi, conserva la scultura di una Madonna Nera (Nostra Signora di La Délivrande), titolare di una numerosa congregazione di suore domenicane.

## Società

### Evoluzione demografica
Abitanti censiti